# 1925 w sztukach plastycznych
Wydarzenia w sztukach plastycznych i wizualnych w 1925 roku.

## Wydarzenia
- Louis Aragon opublikował deklarację Biura Badań Surrealistycznych "Centrala"[1].
- W Monachium otwarto wystawę Nowej Rzeczowości[2].

## Malarstwo

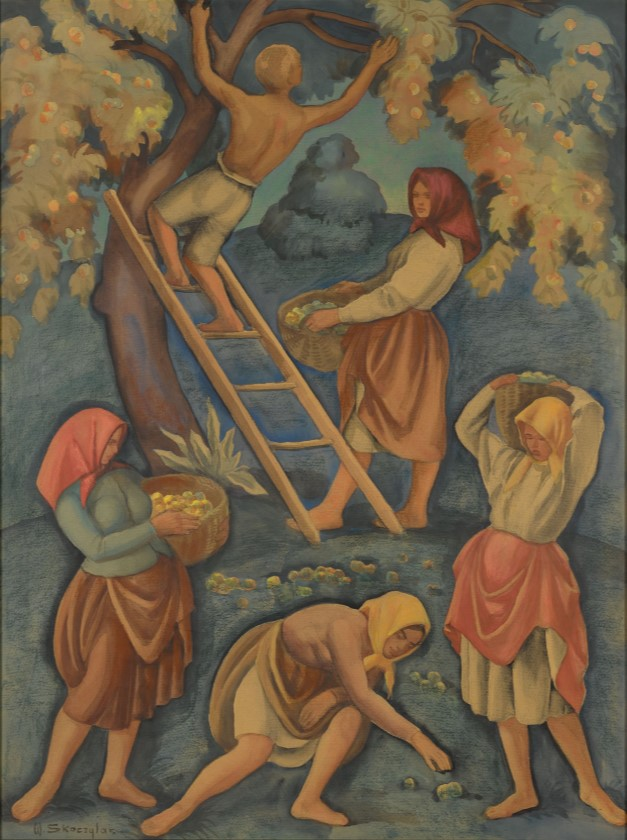
Władysław Skoczylas, Owocobranie

- Marc Chagall

Koryto na wodę – olej na płótnie
Chłopskie życie – olej na płótnie
- Salvador Dalí

Postać przy oknie (Dziewczyna stojąca przy oknie)
Wenus i amorki
- Theo van Doesburg

Kontra-kompozycja z dysonansami XVI
- Edward Hopper

Dom przy torach
- Joan Miró

Karnawał arlekina (1924-25)
- Władysław Skoczylas

Owocobranie – akwarela na papierze, 98×73,5 cm
- Stanisław Ignacy Witkiewicz

Autoportret – ostatni papieros skazańca – olej na płótnie, 70x51

## Rysunek
- Stanisław Ignacy Witkiewicz

Portret Jadwigi Witkiewiczowej – pastel, 146x87
Portret Marii Nawrockiej – pastel na papierze, 115x99
Portret Heleny Reynel – pastel na papierze, 65x49

## Grafika
- Marc Chagall

Bella – rycina i sucha igła

## Fotomontaż
- Hannah Höch

Mistrz

## Urodzeni
- 8 lutego – Wiktor Zarecki (zm. 1990), ukraiński malarz
- 3 marca – Edward Krasiński (zm. 2004), polski malarz
- 6 kwietnia – Franciszek Duszeńko (zm. 2008), polski rzeźbiarz
- 21 maja – Stefan Gierowski, polski malarz, abstrakcjonista
- 16 czerwca – Otto Muehl (zm. 2013), austriacki artysta, akcjonista, performer
- 26 czerwca – Jarmila Čihánková (zm. 2017), czeska malarka, rysowniczka, autorka tapiserii i form przestrzennych tworząca na Słowacji
- 25 października – Robert Rauschenberg (zm. 2008), amerykański rzeźbiarz i malarz
- 17 grudnia – Wanda Gołkowska (zm. 2013), polska artystka intermedialna

## Zmarli
- 15 kwietnia – John Singer Sargent, (ur. 1856), amerykański malarz
- 28 lipca – Léon Augustin Lhermitte (ur. 1844), francuski malarz
- 8 sierpnia – Nikołaj Astudin (ur. 1847), rosyjski malarz
- 15 sierpnia – Konrad Mägi (ur. 1878), estoński malarz
- Vicente Cutanda (ur. 1850), hiszpański malarz
- Dat So La Lee (ur. ok. 1829), indiańska artystka